# موسیقی بخشی‌های خراسان شمالی
موسیقی بخشی‌های خراسان که مجموعه‌ای از شعر، ادبیات، عرفان و اخلاق را دربر می‌گیرد به کوشش هوشنگ جاوید و مجتبی قیطاقی در تاریخ یکم تیرماه ۱۳۹۰ به عنوان میراث فرهنگی معنوی یونسکو به ثبت رسید.

## معنای لغوی

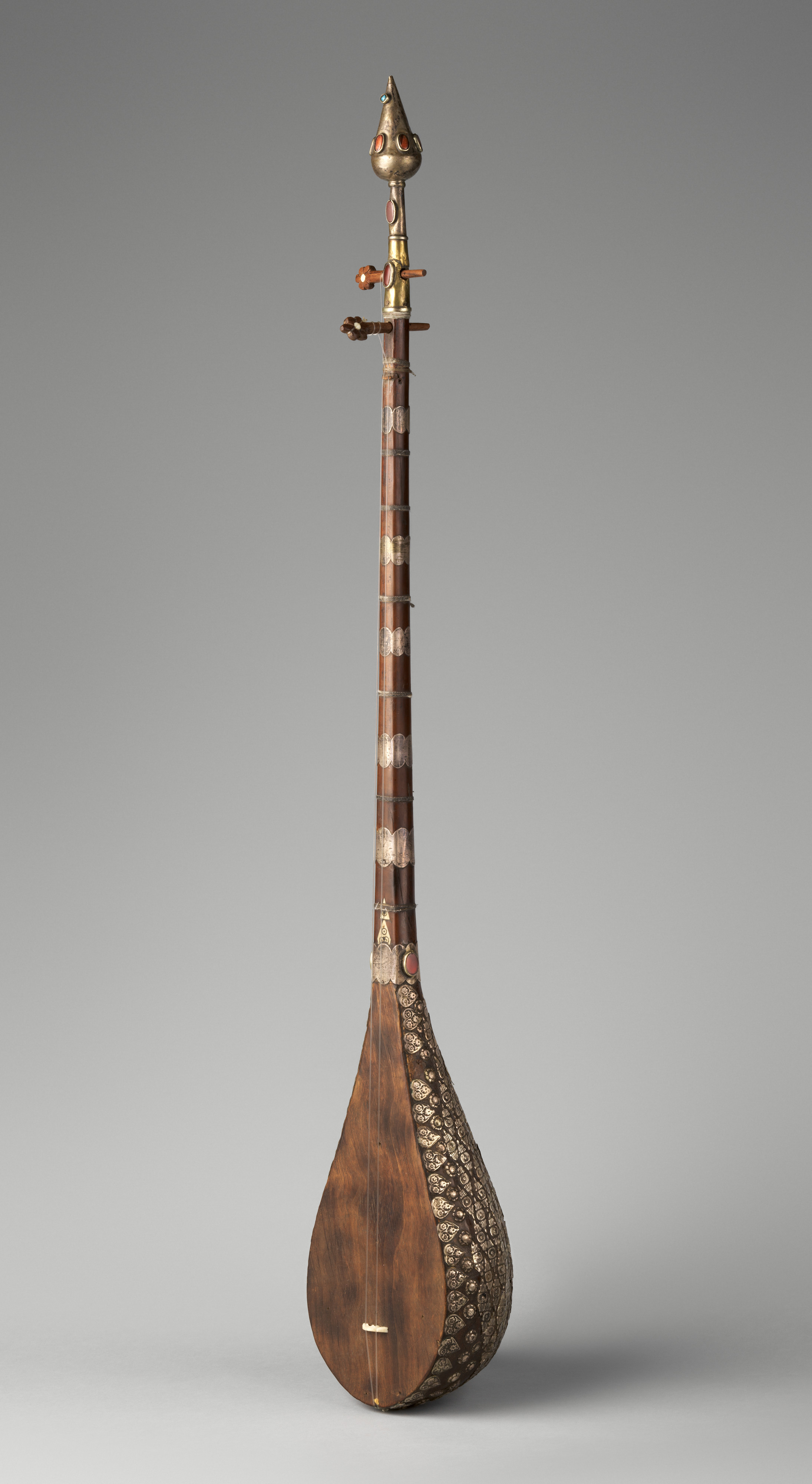
یک دوتار، ساز اصلی بخشی‌های خراسان شمالی

بخشی لقبی است که به برخی از نوازندگان دوتار در شمال خراسان و ترکمن‌صحرا داده می‌شود. بخشی‌ها نوازندگان دوتار، آوازخوان، داستان گو، سراینده و سازنده ساز -دوتار-هستند.

## بخشی‌های خراسان
بخشی‌های خراسان که در مناطق شمالی این استان زندگی می‌کنند و شغل اصلی آنها کشاورزی است در زمره اصیل‌ترین دوتار نوازانی هستند که به‌طور شفاهی و سینه به سینه انواع داستانها، حماسه‌ها را برای مردم روایت می‌کنند.
اصلی‌ترین مراکز بخشی‌ها قوچان، بجنورد و شیروان است.

## زوال
کارشناسان بر این باورند که مرگ یک نوازنده همچون زوال ساز و موسیقی اش است که اگر ثبت و اهتمام برای حفظ آن صورت نگیرد در بین نسل‌های آینده نیز هنر وی رواج پیدا نخواهد کرد.
هوشنگ جاوید پژوهشگر موسیقی نواحی معتقد است: هنر بخشی‌ها اکنون روبه زوال بوده و در معرض خطر جدی قرار دارد. 

## حاشیه‌ها
به این دلیل اینکه خوانندگان علاوه بر زبان کرمانجی به زبان ترکی شمال خراسان نیز تکلم می‌کردند کشور آذربایجان قصد ثبت موسیقی مقامی خراسان را داشت؛ که در پی دریافت نامه‌ای از یونسکو ایران مدارک مورد نیاز را آماده کرد و آن را به ثبت رساند.